# 캐서린 스윈포드

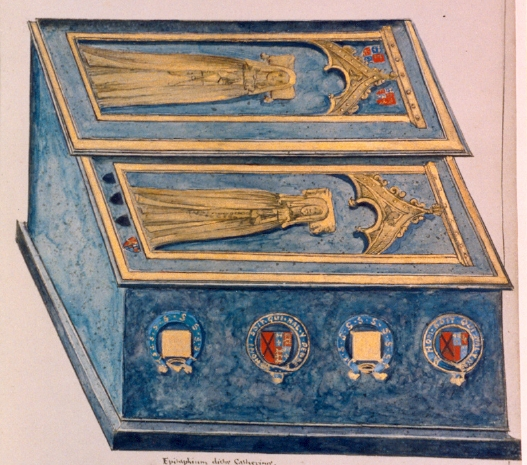

캐서린 스윈포드(Katherine Synford,1350?-1403)는 중세 잉글랜드 사람으로 랭커스터 공작이자 에드워드 3세의 아들이었던 곤트의 존의 정부이자 세 번째 부인이다. 장미 전쟁을 끝낸 튜더가의 헨리 7세와 그의 왕비가 된 요크의 엘리자베스 모두 캐서린 스윈포드의 후손이다. 헨리 7세의 어머니인 레이디 마거릿 보퍼트는 캐서린 스윈포드의 증손녀였으며, 요크의 엘리자베스의 할머니인 요크 공작 부인 시슬리 네빌은 캐서린 스윈포드의 외손녀이다.

## 생애
캐서린 스윈포드는 원래 캐서린 드 로애로 태어났다. 그녀의 아버지는 "파옹"으로 알려진 질 드 로애였다. 파옹 드 로애는 원래 에노 출신으로 에드워드3세의 왕비 필리파의 수행원으로 잉글랜드에 왔으며, 후에 기사 작위와 영지를 얻는다. 어머니에 대해서는 알려진바가 없다. 형제로는 오빠이자 후에 흑태자 에드워드의 측근으로 일한 월터 드 로애와 수녀가 된 언니 엘리자베스 드 로애와 "캔터베리 이야기"로 유명한 초서의 부인이 된 동생 필리파 드 로애가 있다.
캐서린은 휴 스윈포드경과 결혼했고 그와의 사이에 적어도 네명의 아이를 낳았다.
랭카스터 공작 부인이었던 랭카스터의 블랜치가 죽은 3년후 그의 정부가 되었고 오래도록 랭카스터 공작의 정부로 남았다.
랭카스터 공작 곤트의 존의 두 번째 부인이 죽자, 그는 정식으로 캐서린과 결혼했다. 랭카스터 공작부인이 된 후 왕국에서 서열 2위의 여성으로 중요한 행사에서 중요한 임무를 수행했으며, 의붓아들인 볼링블룩의 헨리가 헨리 4세로 즉위한후 그녀는 국왕의 어머니로 대접받았다.

## 자녀들
첫 번째 남편 휴 스윈포드와의 자녀들은 다음과 같다.
- 마거릿 스윈포드(1363?-1433)
- 블랜치 스윈포드(1364?-1375)
- 토마스 스윈포드(1367-1432)
- 도로시 스윈포드(?)

두 번째 남편 랭카스터 공작과의 자녀는 다음과 같다.
- 존 보퍼트(1373?-1439): 서머셋 후작이었으나 형인 헨리4세에 의해 백작으로 강등당함. 마거릿 홀랜드와 결혼
- 헨리 보퍼트(1375?-1447년): 링컨의 주교, 윈체스터의 주교, 추기경
- 조앤 보퍼트(1377?-1440년): 윌리셤의 로버트 피에르경과 초혼, 웨스트몰랜드 백작 랄프 네빌과 재혼
- 토마스 보퍼트(1381?-1426년): 엑스터 공작, 마거릿 네빌과 결혼

캐서린 스윈포드와 랭카스터 공작의 아이들은 모두 정식 결혼하기 전에 낳은 아이들이었다. 이 때문에 아이들은 보퍼트 라는 성을 가지고 있었다. 그리고 캐서린 스윈포드와 랭카스터 공작이 정식 결혼한후 모두 적자로 인정받았다.

## 참고 문헌
- Mistress of the Monarchy : the life of katherine swynford, duchess of Lancaster, Alison Wier (2010)